# O Senhor das Horas
O senhor das horas é um livro do escritor brasileiro Autran Dourado, publicado em 2006, que contém 6 histórias curtas. Todas elas se passam na cidade fictícia de Duas Pontes, interior de Minas Gerais, em finais do século XX, mas não possuem personagens em comum nem estão em sequência cronológica. Alguns comentaristas apontam, no entanto, a presença de um mesmo tema que serviria como elo entre as histórias: a preocupação com o passar do tempo, a decadência e a morte.

## Episódios
1. O Senhor das Horas
2. Memórias de um Chevrolet
3. Morte Gloriosa
4. José Balsemão
5. Uma Anedota de Velório
6. O Herói de Duas Pontes